# グルコサミン
グルコサミン (Glucosamine) は、グルコースの2位の炭素に付いている水酸基がアミノ基に置換されたアミノ糖の一つである。グルコサミン単体またはコンドロイチンと混合して健康食品として売られているが、関節炎や痛みの緩和に有効であるという証拠はほとんどなく、医薬品として承認されていない。

## 概説
動物においては、アミノ基がアセチル化されたN-アセチルグルコサミンの形で、糖タンパク質、ヒアルロン酸などグリコサミノグリカン（ムコ多糖）の成分となっている。N-アセチルグルコサミンは、アスパラギンにマンノースを中心とするオリゴ糖鎖が結合するN結合型糖タンパク質の骨格をなすほか（キトビオース構造）、更に複雑構造を持つ糖鎖の主要構成糖である。ヒアルロン酸は、軟骨に大量に存在するプロテオグリカン複合体（アグリカン、ヒアルロン酸、リンク蛋白質の3成分を中心とする複合体）の中心を占める巨大なグリコサミノグリカンである。ヒアルロン酸は、保湿物質として、あるいは軟骨のようなクッション作用を持つ組織の成分として重要である。
グルコサミンは自然界ではカニやエビなどのキチン質の主要成分として多量に存在している。

## 生化学
グルコサミンは、天然において貝の殻、動物の骨および骨髄に存在している。また、クロコウジカビ (Aspergillus niger) といった一部の真菌にも存在している。
グルコサミンは、1876年にGeorg Ledderhoseによって、濃塩酸を用いたキチンの加水分解によって初めて調製された。立体化学は1939年にウォルター・ハースによって完全に決定された。D-グルコサミンは天然ではグルコサミン-6-リン酸の形で作られ、全ての窒素含有糖の生化学的前駆体である。具体的には、グルコサミン-6-リン酸は、ヘキソサミン生合成経路の第一段階として、グルコサミン-6-リン酸デアミナーゼによってフルクトース-6-リン酸とグルタミンから合成される。この経路の最終産物はウリジン二リン酸-N-アセチルグルコサミン (UDP-GlcNAc) であり、グリコサミノグリカンやプロテオグリカン、糖脂質の合成に使われる。
グルコサミン-6-リン酸の生成はこれらの産物の合成の最初の段階であるため、グルコサミンはこれらの生産の制御において重要であると考えられる。しかし、ヘキソサミン生合成経路が実際どのように制御されているかや、これがヒトの疾患に関与しているかどうかなどは不明である。

## 健康食品
グルコサミン単体、またはコンドロイチン（コンドロイチン硫酸）と混合して、健康食品として販売されている。甲殻類アレルギーの恐れがある場合、えび、かに由来でない発酵グルコサミンも販売されている。

### 経口サプリメントの有効性
- アメリカ国立補完統合衛生センター（NCCIH）は、人を対象とした大規模で質の高い研究により「コンドロイチンが膝または股関節の変形性関節症の痛みに有効ではないことが示唆されている」「グルコサミンが膝の変形性関節症の痛みに有効かどうか、また、グルコサミンとコンドロイチンがそれぞれ他関節の変形性関節症の痛みに有効かどうかは不明」と結論づけている[18]。数件の研究で関節の構造に有益かを検証したが、グルコサミンが関節の構造に有益な影響を与えるという証拠はほとんどなく、いくつかの研究でコンドロイチンがわずかに役立つかもしれないとする証拠が示されたが、その効果は小さく、患者に変化を与えるほどではなかった[18]。

#### 研究
- 2009年のメタ分析は、2008年6月までの無作為化比較試験2報で検討し 、変形性関節症の患者によるグルコサミンの長期（3年間）摂取は、変形膝関節腔の狭小化 (JSN) をわずかに抑えた[19]。2010年、これら2試験を含むメタ分析は、200名以上を対象とした大規模な無作為化比較試験10報を検討し、膝や腰の変形性関節症患者によるグルコサミンやコンドロイチン硫酸の単独または併用摂取は、関節の痛み、関節腔の狭小化に影響を与えなかった[20]。
- 2012年、中高年（50歳-60歳）の女性407人、肥満で変形性膝関節症のない人を対象とした無作為化比較試験の結果では、変形性膝関節症の予防効果は証明されなかった[21]。
- 2017年、Runhaarらによる『ブリティッシュ・メディカル・ジャーナル』の論文では、重症度・性別などのサブグループでの効果の違いを検出しようとしてレジストリに登録された無作為化比較試験21件のうち6件を的確とし、計1663名分の試験をメタ分析し、膝関節、股関節の疼痛や関節機能に対して長期間（2年）と短期間（3ヶ月）のいずれにおいても、偽薬を上回る効果はなかった[22]。2017年、Harrison-Munozらによるメタ分析は、システマティックレビュー11報、無作為化比較試験35試験のうち膝関節を対象としデータが分析できる経口のグルコサミンの研究21件から、証拠の確実性が低いので効果は不明、副作用は偽薬と変わらず証拠の確実性は高いとした[23]。
- 2018年6月、無作為化比較試験26件のメタ分析によると、コンドロイチン（14件）では偽薬を上回る剛性改善と鎮痛作用、グルコサミン（12件）では剛性改善能見が見られたが、研究数が限られている両者の併用（4件）では偽薬を上回らなかった[24]。2018年8月のメタ分析は29件を対象としグルコサミン13件、コンドロイチン16件、併用6件で両者とも単体では痛みに有効、併用による追加の効果はなかった[25]。2018年9月のメタ分析は、日本語や中国語文献の無作為化比較試験も結合し、2003年以降の18件から膝関節の痛みを少し緩和しているが、6件でコンドロイチンも併用されていた[26]。
- 2018年に変形性関節症に対する健康食品をメタアナリシスし、グルコサミンは偽薬と比較して統計的に有意な差を示すが、その効果は臨床的には小さなものであった[27]。

### 副作用
2017年のメタ分析から、副作用は偽薬と変わらずその証拠の確実性は高いとした。
グルコサミンとクマリン血液凝固阻止剤（有効成分ワルファリン又はアセノクマロール含有）を同時に摂取すると、血液凝固阻止作用が異常に強まるリスクがあると、ドイツ連邦リスク評価研究所 (BfR) によって指摘されている。